# NINJA GAIDEN 2
『NINJA GAIDEN 2』（ニンジャ ガイデン2）は、Team NINJAが開発し、2008年6月25日にテクモから発売された3Dタイプのアクションゲームである。通称「ニンジャガ2」。テクモのXbox 360ソフトとして最後の作品となる。

## 概要
前ハードであるXbox専用ソフトとして好セールスを記録した前作『NINJA GAIDEN』（後にアップグレード版の『NINJA GAIDEN BLACK』とPlayStation 3用に『NINJA GAIDEN Σ』が発売された）の続編として、ゲームの売りである難易度の高さとそれに比例した高いゲームバランスを継承しており、演出面も次世代ハードに相応しく徹底的な強化が成されている。
主人公リュウ・ハヤブサが振るう武器や忍術、システムについても調整が施され、新しい武器・忍術の追加に伴い幾つかの武器やシステムが廃止された。
一つの舞台で戦いを展開した前作と違って世界中を巡る物語となっており、一度クリアしたステージは再訪しない一方通行のステージクリア方式となった。ステージの内容も前作が探索要素が強かったのに対して一本道の構成になっている。
ストーリーは前作よりも忍者龍剣伝シリーズを想起させる要素が強く、特に『忍者龍剣伝II 暗黒の邪神剣』とはいくつかのキーワードも共通している。
攻撃によって敵の四肢が欠損するという描写があるため、日本でのレーティングはCERO:Zとされている。この描写に対してTEAM NINJAを率いていた、監督の板垣伴信は「ゲームシステム上（敵にとどめを刺す「滅却の法」の発動条件として）必要な表現である」とコメントしており、日本語版においても一切の表現規制を行っていないと明言している。
また板垣監督はこの作品をもって、「NINJA GAIDEN」シリーズは終了と発表し、それを裏付けるかのように本ゲームの発売日を境にテクモを退社。同時に社に対して成功報酬未払いにおける訴訟を発表した。しかし2010年、新生Team NINJAによって続編の『NINJA GAIDEN 3』が発売された。
2008年7月末の追加コンテンツとタイトルアップデートにてゲームの進行を妨げる問題が起こり、修正パッチのリリースに1ヶ月以上も要した。
2009年にPlaystation 3で新要素を追加したリメイク版の『NINJA GAIDEN Σ2』が発売され、2025年1月にXbox Series X/S、PCにて完全版となる『NINJA GAIDEN 2 BLACK』が発売された。
2021年に『NINJA GAIDEN マスターコレクション』が発売されたが前作の『Black』および本作は未収録となっている。TEAM Ninjaの安田文彦によると『Black』『2』の開発時のデータが残っていないため断念したと語っている。なお2025年現在、オリジナル版『2』はXbox One以降の互換対応ができているためMicrosoft Storeにてダウンロード販売されており、入手は可能。

## ストーリー
CIAのエージェント・ソニアは、闇の一族が邪神を復活させようと暗躍し始めたことを知り、龍の末裔である隼一門の超忍リュウ・ハヤブサに知らせるべく、東京のアンティークショップ「村正」へ行くが、店主のムラマサからリュウがどこにいるか知らないと返される。直後、龍の末裔の宿敵である地蜘蛛一族の追っ手「闇の羅刹」が店を襲撃する。リュウは駆け付けるが、ソニアは「闇の羅刹」にさらわれてしまう。ムラマサから事の成り行きを聞いたハヤブサはソニアを救出するため、高層ビルに巣食う地蜘蛛一族に対し闘いを開始した。
ソニアが連行された場所を特定したリュウは、上位の魔神集団・四殺重鬼王のひとり、血のエリザベートがソニアをヘリに乗せようとしていたのを見つける。「闇の羅刹」の妨害をくぐりぬけたリュウはエリザベートに向かって手裏剣を投げる。手裏剣で顔を傷つけられたエリザベートは怒ってソニアを落とし、リュウが受け止める。
エリザベートがその場を去った後、ソニアから事情を聴いたリュウは里へ駆けつける。
一方隼の里では、リュウの父ジョウが地蜘蛛一族の頭領・幻心との戦いに敗れ、邪神像を奪われてしまう。幻心はエリザベートに邪神像を渡す。
最初は幻心とリュウが戦っていたが、ジョウが幻心の相手をし、その間にリュウがエリザベートを追った。
その後、邪神像の封印が解かれ、多くの怪物が復活した。リュウがエリザベートを追ってやってきたニューヨークでは、四殺重鬼王の一人・電撃のアレクセイが大好きな自由の女神の側で、雷を轟かせ、怪物たちを発生させていた。激闘のさなか、ソニアから情報を得たリュウは、自由の女神の頂上で、アレクセイと対決する。
ソニアの操縦するヘリに乗ってニューヨークを後にしたリュウは、西欧の水の都へ行く。そこは、四殺重鬼王のひとり・嵐のヴォルフが占領しており、自分より強い奴を呼べと手下の人狼たちに命令していた。激闘の末、リュウはヴォルフのいる玉座に到着する。そして、多くの人狼の観衆が集うコロセウムにて、リュウはヴォルフを一騎打ちの末に撃破する。怒った観衆たちが観客席を超えてリュウに殺到する中、リュウはヴォルフの武器である大鎌・エクリプスで応戦する。遅れて到着したソニアの援護射撃ののち、リュウはヘリに乗って水の都を去った。
リュウとソニアは、地蜘蛛一族がさる重工に作らせたう飛行要塞ダイダロスに侵入し、幻心と再び対決する。リュウは幻心のもとにたどり着くまでに要塞の機器を次々とこわしていったため、戦いの最中にダイダロスが壊れてしまう。幻心はそのまま墜落した一方、リュウたち2人は脱出に成功する。
北欧のとある町にて、四殺重鬼王のひとり・炎のゼドニアスが軍隊を一掃する。到着したリュウはゼドニアスと戦う。人類に火を授けたと豪語するだけあって、ゼドニアスは火炎攻撃を繰り広げるが、リュウの浄化の炎によって消滅した。
その後、アマゾンの奥地でエリザベートを見つける。彼女が邪神像を掲げると大瀑布が引っ込み、洞窟が現れる。地蜘蛛忍者に追われつつも、リュウは神殿に到着する。エリザベートを倒した後、幻心の声がする。その発言から里の近くにある富士山で邪神復活の儀式が行われると気づいたリュウは帰国する。
里に戻ったリュウをあやねが出迎え、ジョウから預けられた「龍の勾玉」をリュウに託す。「龍の勾玉」をリュウの得物「龍剣」にはめ込むことで「真龍剣」となり、刀身に秘められた龍の霊力が完全に開放された。リュウはムラマサから激励を受けた後、富士山の頂上で幻心を倒す。その後、リュウは火口から、四殺重鬼王の親玉・兇魔皇帝ダグラダイのいる冥界へと向かう。
富士山内部にある冥界で、リュウはパワーアップしたゼドニアスとヴォルフを倒す。そのころ、リュウからついてくるなと言われたソニアは密かに後を付けていたが、その途中でアレクセイの手に落ち、邪神復活の生贄に捧げられかける。アレクセイを倒した後、リュウはソニアにここにとどまるよう忠告する。さらにそのころ、リュウとの戦いで死した幻心は、エリザベートによって魔神として復活させられた。リュウに倒された幻心は愛刀の邪神剣を託して死亡する。それを携えて先へ進もうとしたところ、エリザベートが現れ、幻心を罵倒し、その遺体を足蹴にする。激怒したリュウによって彼女は倒された。
四殺重鬼王全員の心臓を手に入れたリュウはこれを鍵に、巨大な門を開く。その先には邪神復活の儀式を行っていたダグラダイがいた。リュウに敗れたダグラダイは自らを邪神ヴァーズダーのいけにえにする。これでも血が足りないため、邪神ヴァーズダーは完全な蛹の状態で復活する。リュウはこの蛹を倒すが、腕を負傷した際にこぼれた血により、ヴァーズダーは完全体として復活する。今度こそ邪神を倒したリュウはソニアと2人で富士山を脱出した。

## 登場人物
リュウ・ハヤブサ
声：堀秀行
本作の主人公。古来より魔神を封ずる任にあたる隼一門の忍者。超絶的な身体能力と剣の腕を持ち、更には数多の武具と忍法を使いこなす現代の超忍。前作『NINJA GAIDEN』においてヴィゴル帝国を統べる邪神・神聖皇帝の野望を打ち砕き、更には魔刀黒龍丸を奪って世界を手中に収めようとした叔父・ムライを討ち倒した。これによりジョウに認められ、龍剣の継承者となった。
今作では地蜘蛛一族との因縁を絶ち、再びの邪神復活を阻止するため世界各国を駆け回る。口数は前作より若干増えたものの、忍者龍剣伝シリーズやデッドオアアライブシリーズに比べてかなり少なく、素顔を晒す事もしない。
ソニア
声：鈴木麻里子
本作のヒロイン。CIAの女性エージェント。邪神復活の陰謀を知り、リュウ・ハヤブサへそれを伝える為に東京へとやって来た。その後もリュウをサポートするためにヘリの操縦など様々な場所で活躍する。リュウのような超人的な能力は持たないが、聡明で行動的な彼女は愛用の拳銃を武器に躊躇うことなく危険に身を投じる。
忍者龍剣伝シリーズのヒロインのアイリーン・ルゥを彷彿させる設定の持ち主であり、終盤に邪神の生贄として敵に捕まるのも同様。しかし後のシリーズではNINJA GAIDENにおけるアイリーンとして再設定され、ソニアとしては登場しなくなった。
ムラマサ
声：青野武
アンティークショップ「村正」の店主である年齢不詳の老人。ゲーム中に回復アイテム等の販売や武器の鍛錬を請け負ってくれる。前作『NINJA GAIDEN』ではヴィゴル帝国で店を開いていたが現在は東京に店を移している。世界各地に設置された彼の像が店の役割を果たしてくれる（通常人が足を踏み入れられない冥界にも存在する）。刀や鍛冶、邪神の歴史に詳しく、彼自身も居合いの達人である。アイテムの説明にルネサンス期頃にムラマサらしき老人が西洋の地を訪れて、作った鍵などを残していったという記述が幾つか存在する。
ジョウ・ハヤブサ
声：若本規夫
リュウの父であり、ムライの兄。隼一門の現頭首で一族の歴史においても稀代の強さを誇ると言われている龍の忍者。黒龍丸事件の際はリュウに龍剣を預け、山篭りと称して隼の里を一年以上留守していたが、実のところは魔神との戦いに身を投じていた。今作ではその戦いの傷を癒すため療養中である。
あやね
声：山崎和佳奈
霧幻天神流覇神門のくノ一。 隼一門のために働き、諜報活動の任にあたっている。
幻心（げんしん）
声：大友龍三郎
隼一門とは数世紀に渡る因縁がある地蜘蛛一族の忍者達を束ねるもう一人の超忍で、「地蜘蛛の邪忍王」の異名を持つ。隼一門に対する憎悪に満ちており、リュウと幾度と激しく剣を交える事になる。邪神の眷属と手を組み隼の城を襲撃し、封印されていた邪神像を強奪した。剛剣「邪神剣」と鉤爪が武器で、最期は邪神剣をリュウに託す。
邪忍王と言う呼び名は『忍者龍剣伝』の邪鬼王を、ジョウを負かしてリュウと因縁を持つという点は同作のブラッディ・マルスを彷彿させる。
『Σ2』は飯綱落としを喰らうが、暗極重破弾などの新技も使うため、『2』よりは手強い。

### 四殺重鬼王
前作で戦ったマルバス、ドーク、アルマなどの重鬼卿より更に高位の魔神。封印されていたはずだが再びこの世に甦る。かつて龍の一族との戦いに敗れたことにより、その子孫である隼一門の忍者達も激しく憎悪している。
電撃のアレクセイ
声：緑川光
四殺重鬼王の一人である美男子。ニューヨークに魔物を発生させた。電光を纏って雷を自在に発生させる。美しい物を愛する性格で、自由の女神とソニアには丁重に接している。一方でリュウに対しては蛆虫呼ばわりするなど敵意を剥き出しにする。
『Σ2』初戦に敗れた直前で自由の女神そのものをボスクリーチャーにする。
嵐のヴォルフ
声：郷里大輔
四殺重鬼王の一人で、人狼集団の頭目でもある。西欧の水の都を拠点としている。ヴォルフ自身も四本の腕を持つ巨躯の狼男で、常に強者との戦いに飢えている。
炎のゼドニアス
声：柴田秀勝
四殺重鬼王の一人で、北欧の街で戦車を率いる軍隊を一瞬にして全滅させた。翼の生えた悪魔の外観を持ち、体術に加え強力な火炎攻撃を繰り出す。胸元が開くと強力な熱線を放射する。原始時代、人類に火を授けたと語っており、それに関連して人類を猿と呼び見下している。
血のエリザベート
声：鶴ひろみ
四殺重鬼王の一人で、普段は赤いスーツを纏う美女の姿をしている。幻心に隼の城を襲撃させ邪心像を奪った。ダグラダイの命を受け、邪心復活のため幻心と行動を共にする。正体は蝶の羽を持つ魔神で、操った血液と尻尾を使った攻撃が得意。
兇魔皇帝ダグラダイ
声：飯塚昭三
四人の重鬼王を束ねる老人。邪神復活のための儀式を執り行う。元々は賢者であったが、遥か昔に遠い旅路の果てに辿り着いた冥界の地の底で邪神の眼光に触れ、額に第三の目を開かせ大いなる悟りを得る。その後兇魔皇帝として変貌したダグラダイは邪神に等しい猛威を奮い、冥界を四分に天変地異を起こすほどの争乱を起こしていた重鬼王たちを服従させたとされる。雷や火の術を得意とし、背中から生やした四本の触手や光る剣を武器に戦いを挑んでくる。リュウに敗れた後は自身の血肉を邪神に捧げ果てた。
『忍者龍剣伝II』にも同じく邪神復活を目論む兇魔天帝アシュターが登場しているが、邪神の贄となる末路は邪鬼王に近い。

### 邪神
邪神ヴァーズダー
本作のラストボス。四殺重鬼王達が復活を目論んでいる邪神。
人類が生まれるよりも前に、原初の神々による世界をかけた戦いの中で、純粋な憎悪から生まれた存在である。蛇の姿をした創造神が生み出した13頭の龍との戦いによって封じられた。このとき13頭の龍の中で最も位の低い黒い龍が劣等の念から憎悪の念を呼び込んでしまい邪神側へ寝返ってしまったため、結果憎悪の命脈は現代になっても保たれてしまう事になった。
かつてリュウの先祖である龍の忍者によって富士の奥深くへと封印された。不完全な状態で復活した際、リュウと戦う。その際のリュウの出血により、完全体となる。完全体の容姿はゼドニアスに近いが体長はその3倍近くある。蛹の状態では『忍者龍剣伝』『忍者龍剣伝II』のラストボスだった別の邪神に近い姿であり、流れた血で復活するという点は『忍者龍剣伝II』の邪神と同じである。

## 用語
龍の一族（りゅうのいちぞく）
邪神との戦いの後に龍たちの血を引いて生まれた古代氏族。魔神たちとの長い長い戦いを続け、ついには四殺重鬼王らをも封印した。隼一門はこの龍の一族の末裔にあたる。
隼一門（はやぶさいちもん）
龍の一族の末裔である忍者の集団。富士山のどこかにあるという隼の里で邪悪なる者共との戦いに欠くことの出来ない大いなる遺産（龍剣や龍の勾玉等）を守り、また邪悪なる者共との戦いを代々続けている。戦いの場は日本だけでなく世界に及び、リュウの何代か前と思われる忍者がさる北方の国で民を苦しめる狂王と配下の魔神を暗殺し、黒衣の超人と呼ばれ救国の英雄とされている記録も残っている。里の中には安土城を模した隼の城がある。ゲーム中の書物によると安土桃山時代に隼電という隼一門の忍者が織田信長と親交があったためとされる。木造の家屋が多い一方、武器開発に対しては現代科学を積極的に取り入れ、それらと融合した破魔弓やリュウの忍装束などを作り出している。魔剣黒龍丸や邪神像といった闇の遺産といわれる危険物も秘匿しているため、里自体が邪悪なる者から狙われやすい。前作でムライが率いていた影一門の拠点は隼の里の近くに存在し、ムライ亡き今屋敷には誰もおらず風雨に晒され荒れ放題となっている。
邪神像（じゃしんぞう）
邪神を地の底へ封じ、またその配下である四殺重鬼王をも永劫の眠りへ縛り付けた鍵と隼一門に伝えられている像。デザインは『忍者龍剣伝』に登場した物と同一だが別物。普段は隼の城の阿修羅木像内部に隠されている。前作に登場した邪神像も鍵の役割を持つが、扉を開ける為であり像自体もただのレプリカである。
地蜘蛛一族（ちぐもいちぞく）
前作から登場した闇に属する邪忍の一族。さる重工を動かして超巨大戦略爆撃機ダイダロスを建造させるほどの手練を持つ一方、隼一門への劣等感から幻心を始め隼一門への憎悪は根深く激しい。復活した四殺重鬼王たちと手を組み、邪神像を奪わんと隼の里を襲撃する。
忍者たちの基本的な武器は刀、鉤爪、手裏剣、弓。また機甲忍者と呼ばれる部隊は刀以外にマシンガンやロケットランチャーを携行している。他にも術を主体に戦う妖忍や、刀や爆破手裏剣を口で使う訓練を受けた忍犬も確認されている。前作では特に忍装束に特徴は無かったが、今作からは装束に蜘蛛の巣の柄が描かれており、一目でそれと判別出来る。戦いの中で手足を失った場合は自爆してでもリュウを仕留めようとする執念をみせてくる。
本編道中では、行き倒れた地蜘蛛忍者達の遺体から日記帳が手に入る事がある。内容は地蜘蛛忍者にもベテランから若い者まで様々おり、任務に対する決意、隼一門への恨み言や日々の愚痴、悩み、若い忍者へ対する諫言等を細かく綴っている。このため、ゲーム中敵として襲い掛かってくる地蜘蛛忍者とはまた違った一面を垣間見られる。どの忍者にも共通しているのは幻心に対する深い尊敬と畏怖の念を持っている事である。その中には前作で死亡したムライが率いていた「影一門」に所属していた人間もいることが判明する。また、地蜘蛛一族の中には人間離れした異様な風貌の者もいる。
魔神（まじん）
創造神が生み出した13頭の龍のうちの1頭である黒龍が、邪神と結びつき生み出した存在。羽の生えた悪魔や人狼など様々な姿をしており、巨大な魔神も存在する。常人をはるかに凌ぐ体格と力を持ち、性格は総じて獰猛で無慈悲である。また、地蜘蛛忍者の日記には、見境なく無く襲ってくる者もいることや、行き倒れた死体を食べる様子が記されている。
冥界（めいかい）
魔神たちが復活の聖地と呼んでいる富士山の地底に横たわる禍々しい世界。機械の化物が徘徊する霧深い森、溶岩、砂漠、酸の池や血の海といった正に地獄とも呼べる光景が広がっている。復活を待つ邪神が冥界の深淵に眠り、地上では姿を見なかった多数の魔神や、一度倒したはずの四殺重鬼王たちが待ち受ける。邪神が安置されている祭壇は大きく重く堅い扉で閉ざされており、それを開けるには四殺重鬼王を抹殺しその心臓を捧げなければならない。

## ゲームシステム
体力ゲージ
今作の新システムで、範囲内の敵を全滅させた後に回復可能な青いゲージと回復不可能な赤いゲージが存在。ダメージを受ける毎に赤い部分が増加し、回復可能な最大値が減っていく。赤い部分はアイテムやエッセンスで回復が可能。
エッセンス
敵を倒す、宝箱を開ける、オブジェクトを破壊する等で3色の球が飛び出し、数秒後にリュウ・ハヤブサの身体へ吸収される。ガードモーションを取ることで吸収をわざと遅らせる事も可能。効果は以下の通り。
- 黄色→ゲーム中におけるお金に該当し、ムラマサの店でアイテムを購入したり、『2』と『Black』では武器をレベルアップする時も使用される。
- 青色→体力を回復する。赤くなった体力部分も回復させることが可能。
- 赤色→忍法を使うために必要な気力ゲージを回復する。

武器
本作においては、リュウのメインの近接攻撃手段となる主武器と、遠距離攻撃用の飛び道具の2種類の武器を扱う。
龍剣以外の主武器は物語を進める過程で手に入る。主武器はムラマサに鍛えてもらう事で攻撃力が上がり、使える技も増えていく。また、主武器の中には、「ヴィゴリアンフレイル」や「巌龍・伐虎」（がんりゅう・ばっこ）のように過去作（またはその派生作品）を初出とするものもある。
一方、飛び道具は、ムラマサの店で購入したり、行き倒れの忍者の死体から拾うことができる。飛び道具の中には、ボタンを押しっぱなしにすることで絶技が発動するものもある一方、弾数制限が設けられているものもある。『Σ2』と『Black』の弾数制限が撤廃され、射撃構え中が移動でき、リュウに限り手裡剣と射撃武器同時使用可能となった。
忍法
道中忍法を記した巻物を入手する事で使用出来る。威力は強いが回数制限がある。鬼神珠を使えば回数の上限を、魄封珠を使えば忍法のLVを上げることが出来る。レベルを上げると攻撃の範囲や威力も上がる。
絶技（ぜつぎ）
強攻撃ボタンを押し続けると2段階のチャージ動作に入り、ボタンを離すことで強力な攻撃を打ち込む事が出来る。チャージ中は特定の攻撃以外にキャンセルされる事がなく。発動すれば技の終了まで全身無敵判定となる。攻撃パターンは武器によって異なり、乱舞技や範囲攻撃、衝撃波を放ったりする。チャージ中に黄色いエッセンスを吸収するとチャージ完了が早くなり、青色、または赤色のエッセンスを吸収した場合はその時点でチャージが完了する。なお、今作では一部を除く飛び道具の絶技も可能となった。
滅却の法（めっきゃくのほう）
今作の新システム。四肢の一部を欠損した敵に対して強攻撃ボタンを押す事で強制的にとどめを刺す。発動時は武器や敵の状態に応じて専用のモーションが入る。雑魚敵だけでなく一部のボス敵にも決めることが可能で、その時点で必ず敵を倒せる。ボスへのとどめの演出としても使われる。但し、欠損した雑魚敵は自爆など死に物狂いの攻撃を繰り出すようになるため、迅速に滅却を決めなければ逆にピンチに陥りかねない。また、滅却で倒した場合は黄色のエッセンスしか出現しない。
殲滅戦（せんめつせん）
大量の敵と戦い続けるイベント。前作では発生する場所に足を踏み入れると強制的に戦う事になったが、今作では修羅の独鈷を手に入れた上で挑戦するか選択する事が出来る。戦いの場である修羅道に送られた後は敵を殲滅するまで脱出できない。『Σ2』と『Black』では前作仕様に戻る。

## スタッフ
- プロデューサー：板垣伴信
- ディレクター：板垣伴信
- 開発：Team NINJA

## リマスター版
『NINJA GAIDEN 2 BLACK』は、日本時間2025年1月24日3時から配信されたXboxのDeveloper Direct 2025で突如として発表され、同日である2025年1月24日より発売された。対応機種は、PlayStation 5、Xbox Series X/S、Microsoft Windows（Steam、Microsoft Store）。
本作は、『NINJA GAIDEN 2』をUnreal Engine 5で刷新した完全版と発表されているが、前述の通り『2』の開発時のデータが残っていないため『2』の完全版ではない『Σ2』をベースにして両バージョンの良い所を採用し再調整を施した『Σ2』の再調整・完全版である。
今回の「完全版」では、Unreal Engine 5の美麗なグラフィックで楽しめるのはもちろん、リュウだけでなく、あやね、紅葉、レイチェルもプレイアブルキャラクターとして登場する。このほかピンチのときにオートでサポートしてくれる難易度「最強の忍」も選択可能。

### 主な変更点
- ゲームエンジン変更により、キャラクターと背景モデリングが一新された。
- ボス敵の体力ゲージには相手のフルネームが表示された。
- 武器鍛錬システム、敵の欠損確率の高さと残虐演出が『2』仕様。隠しコスチューム、武器性能、難易度バランス、射撃システムと謎解きは『Σ2』仕様。『Σ2』追加キャラクターのチャプターも収録したため、チャプター数は全17。
- 後のアップデートでは、追加キャラクター関連の上方修正とリュウ編一部チャプター敵配置が増加され、ストーリーモードクリア後の引き継ぎも限定的ながら復活している。
- 『真・三国無双5』衣装と殆どのDLC衣装は未収録のため、初期実装コスチュームの数は2021年発売のマスターコレクション版『Σ2』より少ない。
- 元々は追加キャラクターチャプターのボスである天狗とマルバスを除き、リュウチャプターの『Σ2』追加ボスクリーチャーは黒龍のみ、「地蜘蛛大仏 破天則」および「女神像」は背景のまま。
- 残虐演出が選択可能。デフォルトは『2』と同じ、OFFにすると『Σ2』の日本版仕様になる。